# Theresianum (Technische Universität München)

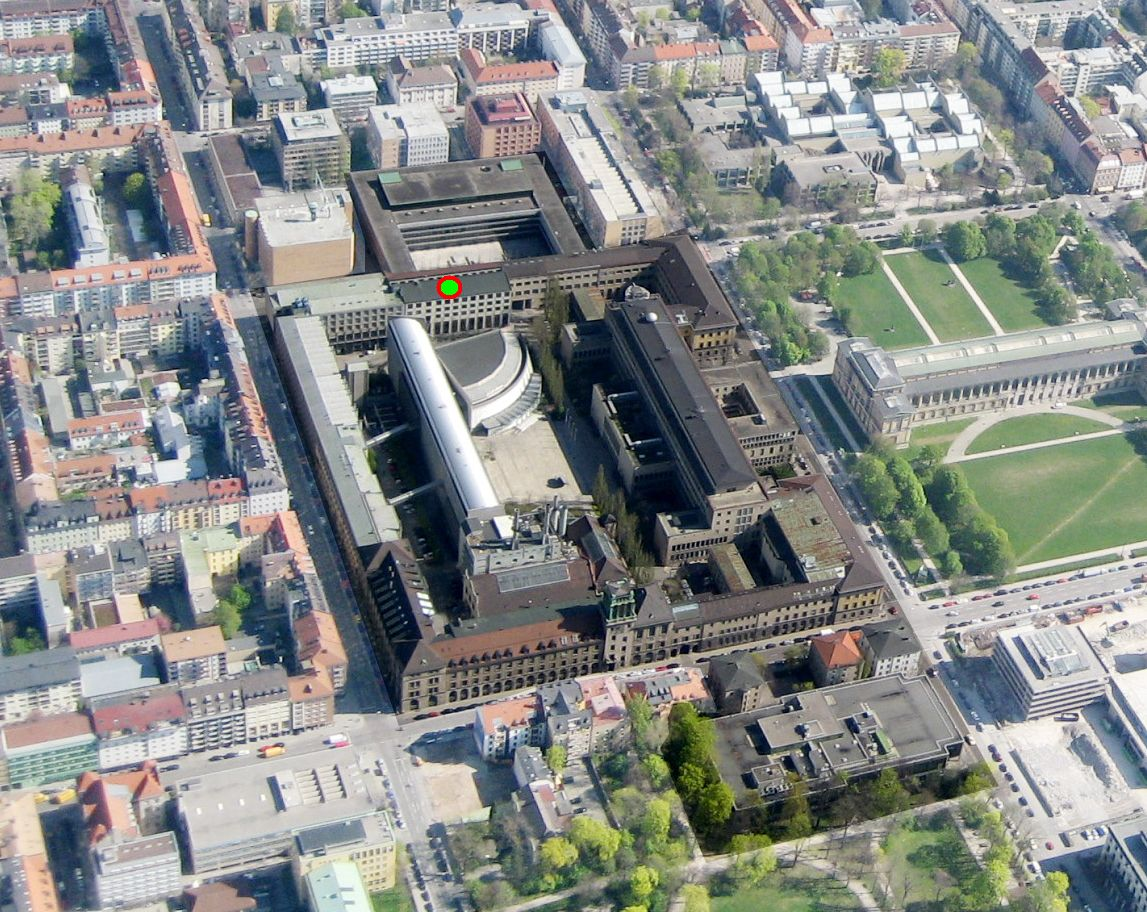
Luftbild des Stammgeländes (braunes Gebäudekarree) der TUM in der Münchener Maxvorstadt mit Markierung (Kreis) des Theresianums (Blickrichtung ist Nordosten).

Theresianum ist der Name des Gebäudes 6 auf dem Stammgelände der Technischen Universität München (TUM).

## Lage
Das Theresianum liegt im Norden (Bild) des Gebäudekarrees auf dem Stammgelände der TUM an der von Ost nach West verlaufenden Theresienstraße. Nur wenige Meter südlich des Theresianums befindet sich das Audimax der TUM (Viertelkreis auf dem Luftbild).

## Einrichtungen
Es beherbergt unter anderem Räumlichkeiten des Lehrstuhls für Astronomische und Physikalische Geodäsie sowie den Hörsaal 0606 der Universität mit 186 Sitzplätzen, den Hörsaal 0670 und mehrere Seminarräume.